# Espen Bredesen
Espen Bredesen, född 2 februari 1968 i Oslo, är en norsk före detta backhoppare som tävlade för Oppsal Idrettsforening och Kollenhopp.

## Karriär
Espen Bredesen började med backhoppning då han var tio år. Han hade inte så många framgångar som ung backhoppare. Hans största merit som juniorhoppare kom 1987, då han blev nummer 14 i norska juniormästerskapen i stora backen. Han blev känd i Norge 1991 då han tog alla tre guldmedaljerna i norska mästerskapen för seniorer. Han var på den tiden inte med i Norges Skiforbunds elitgrupp. Men framgångarna i NM gjorde att han kom med i truppen som skulle tävla i Olympiska vinterspelen 1992 i Albertville. Tävlingarna i OS blev dock en stor besvikelse. Två guld i norska mästerskapen (normalbacke och lag) senare i säsongen lindrade nog inte besvikelsen från Albertville för Bredesen.
I Världsmästerskapen 1993 i Falun lyckades han dock. Första tävling i backhoppning var laghoppningen. Bredesen och lagkompisarna vann lagtävlingen med hela 49,4 poäng före Tjeckien och Slovakien (som valde att ställa upp med ett gemensamt lag, då det bara var cirka 2 månader efter det att Tjeckoslovakien delats) och 76,1 poäng före Österrike. I första omgången i tävlingen stora backen två dagar senare fick han till ett hopp med båda längd (125,5 meter) och stil (20 av en domare) och räknas som en av de större prestationer inom norsk backhoppning. Han vann tävlingen och tog sin andra guldmedalj i mästerskapen. Han blev tilldelad Morgenbladets gullmedalje 1993. (Från 1997 heter den Aftenpostens guldmedalj. Den kan närmast jämföras med Svenska Dagbladets guldmedalj, ofta kallad ”bragdguldet”, i Sverige) 
Samma säsong vann Bredesen tre nya guldmedaljer i norska mästerskapen (som avhölls i Lillehammer). Han vann även tre deltävlingar i världscupen. Den ena segern kom på hemmaplan i Holmenkollen. 
Framgångarna fortsatte säsongen efter. Espen Bredesen hade tre segrar i deltävlingar i världscupen före Olympiska vinterspelen 1994 på hemmaplan i Lillehammer. Första backhoppstävlingen var i stora backen. Bredesen vann silvermedaljen 8,0 poäng efter guldvinnaren Jens Weissflog, Tyskland och 11,5 poäng före bronsmedaljören Andreas Goldberger, Österrike. I lagtävlingen två dagar senare lycktes det inte det norska laget att ta medalj. Bredesen och lagkompisarna tog fjärdeplatsen efter Tyskland, Japan och Österrike.
Samma år var det världsmästerskap i skidflygning i Planica. Under träning i backen hoppade Espen Bredesen 209 meter, det längsta hoppet någonsin, 7 meter längre än Toni Nieminens världsrekord. I skidflygningstävlingen gick det dock inte så bra och Bredesen slutade på silverplats efter Jaroslav Sakala, Tjeckien. Han var även efter Roberto Cecon, Italien, men blev dömd före på grund av en regel som inte gav längdpoäng mer än till 191 meter. Espen Bredesen tyckte inte om bedömningen och gav sin silvermedalj til Cecon.
Espen Bredesen har 7 säsonger i världscupen. Han har 8 delsegrar och en totalseger, säsongen 1993/1994. Han har också tävlat 8 säsonger i tysk-österrikiska backhopparveckan. Han vann också backhopparveckan totalt säsongen 1993/1994. Han kom tvåa i världscupen i skidflygning denna hans bästa säsong; 1993/1994. Personbästa i skidflygning är 210 meter. Han blev til
Hösten 1994 skadade Espen Bredesen nacken. Han kom aldrig tillbaks till samma nivå som förut, även om han hade några framgångar. Han vann Svenska Skidspelen i Falun februari 1995. han blev norsk mästare 1996, 1997 och 1998. I allt har han 9 individuella norska mästerskap från 1991 till 1998. Han har en andraplats i Sommar-Grand-Prix. 
Bredesen var flaggbärare för det norska laget under öppningen av Olympiska vinterspelen 1998 i Nagano. OS blev en stor besvikelse. Han deltog bara i tävlingen i normalbacken. Där blev han nummer 36. Han kom inte med i laget som tävlade i laghoppningen.
Espen Bredesen avslutade den aktiva backhoppskarriären 1999. Han plågades ständig av nackskadan han fick 1994. Han fick en dotter 1999 med sin sänn 1997 fru Vibeke. Hans sista backhoppstävling var i Zakopane, Polen, 19 december 1999.
Han har efter avslutat idrottskarriär varit expertkommentator i backhoppning för NRK Sport.